# Майлгун II ап Оуайн
Майлгун (валл. Maelgwn) — четвёртый сын Оуайна, короля Гвинеда и его жены Гуладис верх Лливарх. Майлгуну удалось захватить власть на Инис Моне, но в 1173 г. на него напал брат Давид и вынудил бежать в Ирландию, бросив свои владения. Год спустя Майлгун вернулся и попытался вернуть власть, но был пленен Давидом. Дальнейшая судьба Майлгуна неизвестна.